# 27422 Robheckman
27422 Robheckman este un asteroid din centura principală de asteroizi.

## Descriere
27422 Robheckman este un asteroid din centura principală de asteroizi. A fost descoperit pe 5 martie 2000 la Socorro, New Mexico, în cadrul proiectului LINEAR. Asteroidul prezintă o orbită caracterizată de o semiaxă mare de 2,79 ua, o excentricitate de 0,16 și o înclinație de 8,2° în raport cu ecliptica.